# Francourville
Francourville és un municipi francès, situat al departament de l'Eure i Loir i a la regió de Centre – Vall del Loira. L'any 2007 tenia 796 habitants.

## Demografia

### Població
El 2007 la població de fet de Francourville era de 796 persones. Hi havia 294 famílies, de les quals 50 eren unipersonals (25 homes vivint sols i 25 dones vivint soles), 99 parelles sense fills, 133 parelles amb fills i 12 famílies monoparentals amb fills.
La població ha evolucionat segons el següent gràfic:
Habitants censats

### Habitatges
El 2007 hi havia 336 habitatges, 293 eren l'habitatge principal de la família, 14 eren segones residències i 29 estaven desocupats. 332 eren cases i 2 eren apartaments. Dels 293 habitatges principals, 265 estaven ocupats pels seus propietaris, 24 estaven llogats i ocupats pels llogaters i 4 estaven cedits a títol gratuït; 1 tenia una cambra, 6 en tenien dues, 27 en tenien tres, 79 en tenien quatre i 180 en tenien cinc o més. 223 habitatges disposaven pel capbaix d'una plaça de pàrquing. A 100 habitatges hi havia un automòbil i a 171 n'hi havia dos o més.

### Piràmide de població
La piràmide de població per edats i sexe el 2009 era:
| Homes | Edats   | Dones |
| ----- | ------- | ----- |
| 0     | 95 o +  | 0     |
| 4     | 90 a 94 | 0     |
| 0     | 85 a 89 | 16    |
| 4     | 80 a 84 | 4     |
| 4     | 75 a 79 | 4     |
| 8     | 70 a 74 | 0     |
| 16    | 65 a 69 | 8     |
| 28    | 60 a 64 | 24    |
| 16    | 55 a 59 | 12    |
| 32    | 50 a 54 | 24    |
| 28    | 45 a 49 | 28    |
| 36    | 40 a 44 | 48    |
| 40    | 35 a 39 | 16    |
| 24    | 30 a 34 | 28    |
| 28    | 25 a 29 | 24    |
| 20    | 20 a 24 | 24    |
| 32    | 15 a 19 | 32    |
| 20    | 10 a 14 | 20    |
| 20    | 5 a 9   | 36    |
| 28    | 0 a 4   | 16    |

## Economia
El 2007 la població en edat de treballar era de 550 persones, 430 eren actives i 120 eren inactives. De les 430 persones actives 393 estaven ocupades (207 homes i 186 dones) i 37 estaven aturades (17 homes i 20 dones). De les 120 persones inactives 41 estaven jubilades, 49 estaven estudiant i 30 estaven classificades com a «altres inactius».

### Ingressos
El 2009 a Francourville hi havia 282 unitats fiscals que integraven 797,5 persones, la mediana anual d'ingressos fiscals per persona era de 21.263 €.

### Activitats econòmiques
Dels 25 establiments que hi havia el 2007, 1 era d'una empresa alimentària, 1 d'una empresa de fabricació d'altres productes industrials, 8 d'empreses de construcció, 4 d'empreses de comerç i reparació d'automòbils, 5 d'empreses de transport, 1 d'una empresa d'hostatgeria i restauració, 1 d'una empresa financera, 3 d'empreses de serveis i 1 d'una empresa classificada com a «altres activitats de serveis».
Dels 9 establiments de servei als particulars que hi havia el 2009, 2 eren tallers de reparació d'automòbils i de material agrícola, 2 paletes, 2 lampisteries, 2 electricistes i 1 empresa de construcció.
L'any 2000 a Francourville hi havia 19 explotacions agrícoles que ocupaven un total de 2.058 hectàrees.

## Equipaments sanitaris i escolars
El 2009 hi havia 1 escola maternal integrada dins d'un grup escolar amb les comunes properes formant una escola dispersa i 1 escola elemental integrada dins d'un grup escolar amb les comunes properes formant una escola dispersa.

## Poblacions més properes
El següent diagrama mostra les poblacions més properes.